# FK Baranawitschy
Der FK Baranawitschy ist ein belarussischer Fußballverein aus Baranawitschy, der in der zweithöchsten nationalen Perschaja Liha spielt.

## Geschichte
Der Klub wurde 1945 als Lakamatyu Baranawitschy gegründet und erlebte in den folgenden Jahren mehrere Umbenennungen. Unter anderem hieß der Klub zwischenzeitlich Dinamo, Kombinat, Tekstilschik und Chimki. Während der Zeit der Sowjetunion blieb der Aktionsradius des Klubs auf die Ligapyramide der Belarussischen Sozialistischen Sowjetrepublik beschränkt.
Nach dem Zusammenbruch der Sowjetunion spielte der Klub zunächst im unterklassigen Ligabereich. Als Drittligameister nahm die Mannschaft in der Spielzeit 2003 an der Aufstiegsrunde teil, wo sie sich gemeinsam mit dem FK Weras Njaswisch durchsetzte. In den folgenden Jahren platzierte sich die Mannschaft im mittleren Tabellenbereich der Perschaja Liha, ehe sie am Ende der Spielzeit 2011 nach acht Jahren Ligazugehörigkeit als Schlusslicht wieder abstieg. Zur Spielzeit 2015 gelang der Wiederaufstieg und erneut hielt sich die Mannschaft zeitweise in der zweithöchsten Spielklasse. Nach dem Abstieg am Ende der Spielzeit 2019 mit nur neun Punkten aus 28 Saisonspielen gelang der direkte Wiederaufstieg. Zwar beendete der Klub die Spielzeit 2022 als Tabellenschlusslicht, aufgrund der Erhöhung der Teilnehmerzahl zur Folgesaison auf 17 gab es jedoch keine Absteiger.

## Kader
| Nr. |         | Position | Name                |
| --- | ------- | -------- | ------------------- |
| 1   | Belarus | TW       | Daniil Shapko       |
| 3   | Belarus | AB       | Maksim Domashevich  |
| 2   | Belarus | AB       | Timofey Baranovskiy |
| 4   | Belarus | AB       | Nikita Tarbyakov    |
| 6   | Belarus | ST       | Dmitriy Dubrov      |
| 7   | Belarus | MF       | Zakhar Gitselev     |
| 8   | Belarus | MF       | Artem Kilyimanov    |
| 9   | Belarus | ST       | Denis Domashevich   |
| 10  | Belarus | MF       | Anton Sorokin       |
| 12  | Belarus | MF       | Yegor Mikhey        |
| 14  | Belarus | MF       | Ilya Kirko          |

| Nr. |         | Position | Name                |
| --- | ------- | -------- | ------------------- |
| 15  | Belarus | ST       | Dmitriy Galuza      |
| 17  | Ukraine | MF       | Maksym Shevchenko   |
| 18  | Belarus | MF       | Marat Lukyanov      |
| 19  | Belarus | ST       | Yevgeny Kozel       |
| 21  | Belarus | AB       | Dmitriy Bolbat      |
| 20  | Belarus | MF       | Daniil Kipra        |
| 25  | Belarus | AB       | Daniil Prokopchuk   |
| 30  | Belarus | ST       | Aleksandr Chizh     |
| 35  | Belarus | TW       | Ignat Martyug       |
|     | Belarus | MF       | Zakhar Kondratovich |